# Batalla de Uadi Haramia
La batalla de Uadi Haramia fue la primera batalla librada entre los Macabeos y el imperio seléucida en 167 a. C.. Las fuerzas judías fueron liderados por Judas Macabeo y la fuerza del ejército seléucida estaba bajo el mando de Apolonio.
Después de que la revuelta de los Macabeos comenzó, Judas macabeo traslado a sus fuerzas a la parte norte de Shomron. Apolonio, gobernador de Samaria, fue enviado con los ejércitos locales de Samaria junto con las fuerzas seléucidas de Jerusalén. Macabeo ganó el elemento de sorpresa por una emboscada del ejército enemigo en Uadi Haram y destruidos con éxito mucho mayor del ejército griego de Siria y el asesinato de su comandante
. Otra fuerza fue enviado contra el Macabeo, que condujo a la Batalla de Bet Horon.